# Beringen (Limburg)

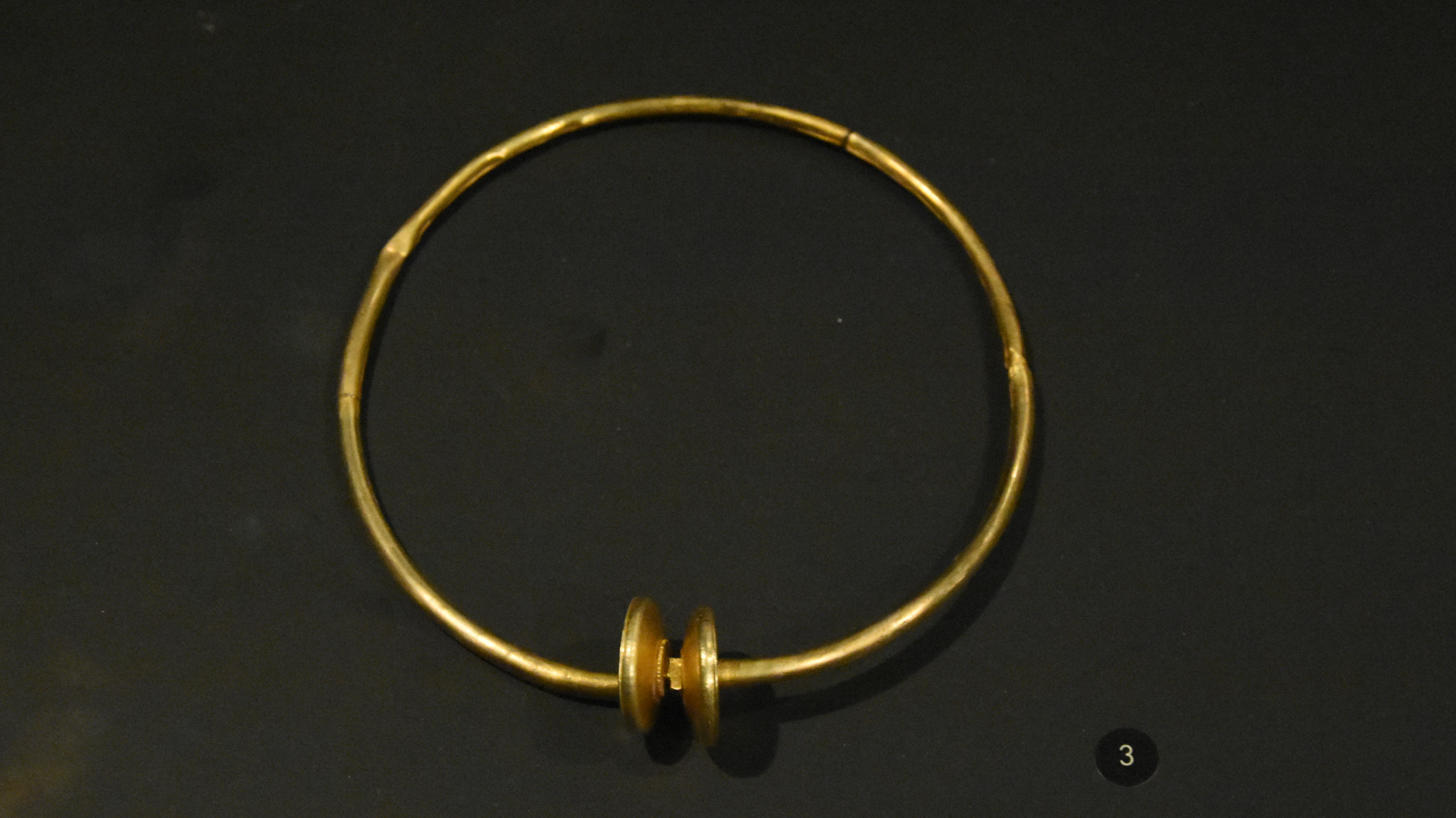
Fragment van een gouden torque (150-100 v.Chr.) gevonden in Beringen - Gallo-Romeins Museum (Tongeren)

Beringen (Limburgs: Berringe) is een Belgische stad en hoofdplaats van het kanton Beringen. Met ruim 48.000 inwoners vormt deze voormalige mijngemeente, na Hasselt en Genk, wat betreft grootte de derde gemeente in de provincie Limburg. Het inwoneraantal blijft drie decennia na de mijnsluiting groeien en de stad vormt een industrieel centrum in het westen van Limburg.

## Toponymie
Beringen werd voor het eerst vermeld in 1120, als Ber-ing, ofwel de woonplaats (inga-heim) van ene Bero. Met een beer, zoals die op latere het wapen van Beringen is te vinden, heeft de naam niets te maken.

## Geschiedenis

### Prehistorie
Tijdens graafwerkzaamheden in oktober 1995 werd te Beringen een Keltische goudschat gevonden; men vond er een "torque" (halsring), twee fragmenten van "torques", een halve armband en 25 munten, alle van massief goud. Onderzoek wees uit dat de munten zogenaamde 'regenboogschoteltjes' waren. De datering van dergelijke muntjes, overigens zonder opdruk, is ongeveer 90 v.Chr.. Opmerkelijk is dat vrijwel identieke "torques" zijn gevonden in Niederzier (bij Düren in de Duitse Eifel) in 1978. Mogelijk is in beide gevallen dezelfde goudsmid aan het werk geweest.

### Middeleeuwen
Beringen was een allodiale heerlijkheid, die ingevolge giften van de heilige Adalardus (Huise, 751 - Corbie, 2 januari 827), abt van Corbie, kleinzoon van Karel Martel, neef en vertrouweling van Karel de Grote, omstreeks het einde van de achtste eeuw eigendom was van deze abdij. De dekenale kerk van Beringen is gewijd aan Sint-Pietersbanden, Petrus is ook de patroonheilige van de Abdij van Corbie.
Vermoedelijk vanaf ongeveer 1030 had de graaf van Loon de voogdij over de heerlijkheid. Beringen was een van de Goede Steden van het graafschap Loon, dat in 1366 geannexeerd werd door het prinsbisdom Luik. Reeds in 1239 ontving Beringen de stadsrechten door een vrijheidskeure, verleend door graaf Arnold IV van Loon en abt Hugo van de Abdij van Corbie.
Beringen was omringd met wallen en grachten, waarin zich drie stadspoorten bevonden. Rond de stad waren acht motten, noodtorens omringd door een gracht. Begin 19e eeuw werd de stadsomwalling van Beringen gesloopt.
Ondanks de versterkingen liet de verdediging van de stad te wensen over. Meermalen werd de stad geplunderd. In 1467 kreeg Antoon van Bourgondië tijdens een strafexpeditie Beringen op de knieën. Tijdens de godsdienstoorlogen werd Beringen in 1584 door een brand vernield. En in 1654 werd Beringen door Lotharingse troepen afgeperst, geplunderd en vernietigd "tot er maar drie bakhuysekens overbleven".
Twee burgemeesters, een voor de stad en een voor het buitengebied (de buitingen), stonden aan het hoofd van de gemeente. Ze werden bijgestaan door zeven raadslieden, drie voor de stad en vier voor de buiting. Het grondgebied bestond uit drie heyrwagens: die stadt, den heyrwaghen van Pael en den heyrwaghen van Tervaent.
De parochie Beringen strekt zich aanvankelijk ook uit over het grondgebied van Paal en Heusden. Even voor 1400 werd Heusden echter een afzonderlijke parochie. In 1708, na heel wat strubbelingen, was ook Paal zover.
Beringen lag op een knooppunt van handelswegen: Brussel-Düsseldorf, Diest-Venlo en Antwerpen-Keulen. De laatste afstand werd in drie dagen overbrugd, waarbij in Beringen een rustplaats was. Daarvan getuigen nog een aantal herbergen in het centrum van Beringen, waaronder het voormalige 17e-eeuwse Hotel de Kroon, aan de Brugstraat.

### Tweede Wereldoorlog
De gemeente werd rond 16 mei 1940 bezet door het Duitse leger en bevrijd op 11 september 1944.

#### Weerstand
Een aantal burgers namen deel aan het gewapend verzet. Minstens vijftien weerstanders werden naar het Auffanglager van Breendonk gedeporteerd. In de deelgemeente Beverlo werden op 6 September 1944 twee weerstanders vermoord door leden van de Vlaamse SS brigade Langemarck.

## Geografie

### Deelgemeenten en woonkernen

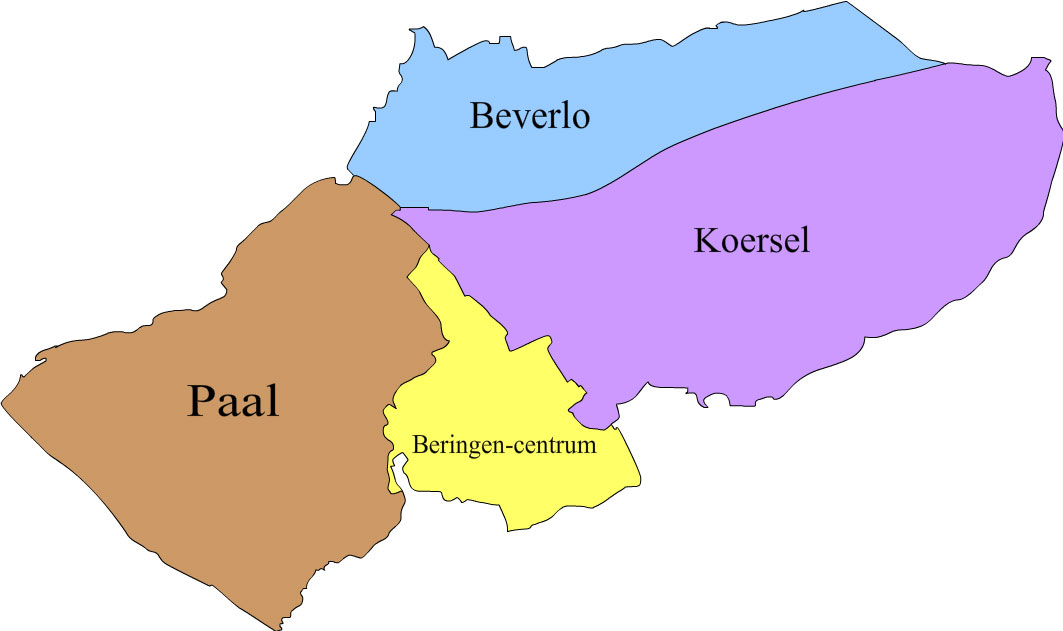
Beringen met haar deelgemeenten.

De stad Beringen bestaat uit vier deelgemeenten die zelf nog een aantal woonkernen of gehuchten hebben.
| # | Naam                                           | Opp. (km²) | Inwoners (2022) | Inwoners per km² | NIS-code |
| - | ---------------------------------------------- | ---------- | --------------- | ---------------- | -------- |
| 1 | Beringen (centrum)                             | 7,6        | 7.841           | 1.038            | 71004A   |
| 2 | Paal met de gehuchten Tervant en Brelaar-Heide | 23,6       | 12.143          | 515              | 71004B   |
| 3 | Koersel met gehucht Stal                       | 30,9       | 18.349          | 595              | 71004C   |
| 4 | Beverlo met gehucht Korspel                    | 16,6       | 8.921           | 538              | 71004D   |

De woonkern Beringen-Mijn ontstond na de Eerste Wereldoorlog rond de mijn, ten noorden van het stadscentrum van Beringen, overwegend in de deelgemeente Koersel met een stukje Beverlo en in het westen ook wat van Beringen en Paal.

### Aangrenzende gemeenten
| Aangrenzende gemeenten | Aangrenzende gemeenten | Aangrenzende gemeenten | Aangrenzende gemeenten | Aangrenzende gemeenten |
| ---------------------- | ---------------------- | ---------------------- | ---------------------- | ---------------------- |
| Ham                    |                        | Leopoldsburg           |                        | Hechtel-Eksel          |
|                        |                        |                        |                        |                        |
| Tessenderlo            | Houthalen-Helchteren   |                        |                        |                        |
|                        |                        |                        |                        |                        |
| Diest (Vl-Br)          |                        | Lummen                 |                        | Heusden-Zolder         |

### Nabijgelegen kernen
Beringen-Mijn, Paal, Lummen, Eversel, Koersel, Oostham

## Demografie

### Demografische ontwikkeling voor de fusie
- Bronnen: NIS, www.limburg.be en Stad Beringen - Opm:1831 t/m 1970=volkstellingen, 1976= inwoneraantal op 31 december

### Demografische ontwikkeling van de fusiegemeente
Alle historische gegevens hebben betrekking op de huidige gemeente, inclusief deelgemeenten, zoals ontstaan na de fusie van 1 januari 1977.
- Bronnen:NIS, Opm:1831 tot en met 1981=volkstellingen; 1990 en later= inwonertal op 1 januari

| Inwoners van jaar tot jaar op 1 januari 1992 tot heden | Inwoners van jaar tot jaar op 1 januari 1992 tot heden | Inwoners van jaar tot jaar op 1 januari 1992 tot heden |
| jaar                                                   | Aantal                                                 | Evolutie: 1992=index 100                               |
| ------------------------------------------------------ | ------------------------------------------------------ | ------------------------------------------------------ |
| 1992                                                   | 36.893                                                 | 100,0                                                  |
| 1993                                                   | 37.177                                                 | 100,8                                                  |
| 1994                                                   | 37.613                                                 | 102,0                                                  |
| 1995                                                   | 37.881                                                 | 102,7                                                  |
| 1996                                                   | 38.230                                                 | 103,6                                                  |
| 1997                                                   | 38.453                                                 | 104,2                                                  |
| 1998                                                   | 38.666                                                 | 104,8                                                  |
| 1999                                                   | 38.998                                                 | 105,7                                                  |
| 2000                                                   | 39.261                                                 | 106,4                                                  |
| 2001                                                   | 39.565                                                 | 107,2                                                  |
| 2002                                                   | 39.833                                                 | 108,0                                                  |
| 2003                                                   | 40.204                                                 | 109,0                                                  |
| 2004                                                   | 40.396                                                 | 109,5                                                  |
| 2005                                                   | 40.849                                                 | 110,7                                                  |
| 2006                                                   | 41.072                                                 | 111,3                                                  |
| 2007                                                   | 41.531                                                 | 112,6                                                  |
| 2008                                                   | 41.974                                                 | 113,8                                                  |
| 2009                                                   | 42.327                                                 | 114,7                                                  |
| 2010                                                   | 42.758                                                 | 115,9                                                  |
| 2011                                                   | 43.203                                                 | 117,1                                                  |
| 2012                                                   | 43.661                                                 | 118,3                                                  |
| 2013                                                   | 43.975                                                 | 119,2                                                  |
| 2014                                                   | 44.262                                                 | 120,0                                                  |
| 2015                                                   | 44.885                                                 | 121,7                                                  |
| 2016                                                   | 45.242                                                 | 122,6                                                  |
| 2017                                                   | 45.704                                                 | 123,9                                                  |
| 2018                                                   | 46.065                                                 | 124,9                                                  |
| 2019                                                   | 46.346                                                 | 125,6                                                  |
| 2020                                                   | 46.598                                                 | 126,3                                                  |
| 2021                                                   | 46.882                                                 | 127,1                                                  |
| 2022                                                   | 47.217                                                 | 128,0                                                  |
| 2023                                                   | 47.895                                                 | 129,8                                                  |
| 2024                                                   | 48.353                                                 | 131,1                                                  |
| 2025                                                   | 48.755                                                 | 132,2                                                  |

## Politiek

### Structuur
De stad Beringen ligt in het kieskanton Beringen (dewelke hetzelfde is als het provinciedistrict Beringen), het kiesarrondissement Hasselt-Tongeren-Maaseik (identiek aan de kieskring Limburg).
| Beringen         | Beringen         | Supranationaal         | Nationaal                         | Nationaal          | Gemeenschap       | Gewest            | Provincie         | Arrondissement           | Provinciedistrict | Kanton          | Gemeente        |
| ---------------- | ---------------- | ---------------------- | --------------------------------- | ------------------ | ----------------- | ----------------- | ----------------- | ------------------------ | ----------------- | --------------- | --------------- |
| Administratief   | Niveau           | Europese Unie          | België                            | België             | Vlaanderen        | Vlaanderen        | Limburg           | Hasselt                  | Hasselt           | Hasselt         | Beringen        |
| Administratief   | Bestuur          | Europese Commissie     | Belgische regering                | Belgische regering | Vlaamse regering  | Vlaamse regering  | Deputatie         | Deputatie                | Deputatie         | Deputatie       | Gemeentebestuur |
| Administratief   | Raad             | Europees Parlement     | Kamer van volksvertegenwoordigers | Vlaams Parlement   | Vlaams Parlement  | Vlaams Parlement  | Provincieraad     | Provincieraad            | Provincieraad     | Provincieraad   | Gemeenteraad    |
| Kiesomschrijving | Kiesomschrijving | Nederlands Kiescollege | Kieskring Limburg                 | Kieskring Limburg  | Kieskring Limburg | Kieskring Limburg | Kieskring Limburg | Hasselt-Tongeren-Maaseik | Beringen          | Beringen        | Beringen        |
| Verkiezing       | Verkiezing       | Europese               | Federale                          | Federale           | Vlaamse           | Vlaamse           | Provincieraads-   | Provincieraads-          | Provincieraads-   | Provincieraads- | Gemeenteraads-  |

### Geschiedenis

#### Lijst van burgemeesters
| Periode | Periode     | Burgemeester                    |
| ------- | ----------- | ------------------------------- |
|         | 1801 - 1802 | Charles François Gerardi        |
|         | 1803 - 1804 | Jean François Elens             |
|         | 1804 - 1836 | Egide François Wouters          |
|         | 1836 - 1843 | Jan Arnold Ceysens              |
|         | 1843 - 1851 | Jan Frans Casimir Beerten       |
|         | 1851 - 1881 | Jan Arnold Bamps                |
|         | 1882 - 1915 | Antoine Joseph Demolin          |
|         | 1916 - 1921 | Eduard Cerstelotte (waarnemend) |
|         | 1921 - 1922 | Louis Huybrighs (waarnemend)    |
|         | 1922 - 1924 | Jozef Vranken                   |
|         | 1925 - 1932 | Louis Huybrighs                 |

| Periode | Periode      | Burgemeester                              |
| ------- | ------------ | ----------------------------------------- |
|         | 1933 - 1941  | Alphonse Vandergraesen (UCB)              |
|         | 1941 - 1944  | Karel Smeuninx (oorlogsburgemeester, VNV) |
|         | 1944 - 1947  | Alphonse Vandergraesen (UCB)              |
|         | 1947 - 1974  | Gerard Geyskens (CVP)                     |
|         | 1974 - 1976  | Frans Bijnens (CVP)                       |
|         | 1977 - 1983  | Alfons Coomans (CVP)                      |
|         | 1983 - 1986  | René Vanhamel (PVV)                       |
|         | 1986 - 1988  | René Kenens (PVV)                         |
|         | 1988 - 2012  | Marcel Mondelaers (CD&V)                  |
|         | 2013 - 2018  | Maurice Webers (sp.a)                     |
|         | 2019 - heden | Thomas Vints (CD&V)                       |

#### Legislatuur 2013 - 2018
In de aanloop naar de verkiezingen van 2012 werd bekend dat het Vlaams Belang niet onder de eigen naam opkwam, maar met een verruimingslijst onder de naam ‘Veilig Beringen, Lokale Dorpen’ (VBLD). Onder andere Rudy Heyligen (ex-LDD) kwam de lijst versterken. Burgemeester is Maurice Webers (sp.a) hij leidt een bestuurscoalitie van sp.a en CD&V. Voorts bestaat het schepencollege uit Anne Wouters-Cuypers, Patrick Witters, Jean Vanhees, Thomas Vints (allen CD&V), Gilbert Lambrechts, Duygu Akdemir en Dave Schops (allen sp.a). OCMW-voorzitster is Hilal Yalçin (CD&V). In december 2015 werd bekend dat Bert Schoofs het Vlaams Belang verliet, wel bleef hij lid van de lokale VBLD.

#### Legislatuur 2019 - 2024
In de aanloop naar de verkiezingen van 2018 werd bekend dat een nieuwe lokale beweging zich zou mengen in de verkiezingsstrijd onder de naam VOLUIT. Deze beweging werd gevormd door enkele leden van de lokale afdeling van Open VLD (o.a. An Moons, Jan Vanhamel, Tom Mentens) en VBLD (Bert Schoofs en Rudy Heyligen). Het merendeel van de aangesloten leden waren echter onafhankelijken (Tijs Lemmens, Marieke Meelberghs, Gosha Rosinska-Peeters, Guy Kenens & Hilaire Poels). Er werd een coalitie gevormd tussen CD&V, N-VA en VOLUIT. Naast Thomas Vints (CD&V) als burgemeester werden volgende schepenen aangeduid: Patrick Witters, Hilal Yalçin, Jean Vanhees (allen CD&V), Werner Janssen, Jessie De Weyer (beide N-VA), An Moons en Tijs Lemmens (beide VOLUIT). Bert Schoofs (VOLUIT) werd voor de eerste twee jaar aangeduid als voorzitter van de gemeenteraad. Wouter Vandermeeren (N-VA) heeft de fakkel overgenomen als gemeenteraadsvoorzitter op 1 januari 2021.

#### Legislatuur 2024 - 2030
Bij de gemeenteraadsverkiezingen van oktober 2024 bleef CD&V de grootste partij en vormde de partij een coalitie met de N-VA, die samen 23 van de 35 zetels in de gemeenteraad hadden behaald. CD&V leverde met Thomas Vints de burgemeester en met Ann-Sofie Vanoverstijns, Patrick Witters, Stijn Truyens en Ornella Schreurs vier schepenen, voor N-VA kwamen Werner Janssen, Jessie De Weyer en Esmeralda Meyen in het schepencollege.

#### Resultaten gemeenteraadsverkiezingen sinds 1976
| Partij of kartel     | Partij of kartel                                          | 10-10-1976 | 10-10-1976 | 10-10-1982 | 10-10-1982 | 9-10-1988 | 9-10-1988 | 9-10-1994 | 9-10-1994 | 8-10-2000 | 8-10-2000 | 8-10-2006 | 8-10-2006 | 14-10-2012 | 14-10-2012 | 14-10-2018 | 14-10-2018 | 13-10-2024 | 13-10-2024 |
| Stemmen / Zetels     | Stemmen / Zetels                                          | %          | 29         | %          | 31         | %         | 31        | %         | 33        | %         | 33        | %         | 35        | %          | 35         | %          | 35         | %          | 35         |
| -------------------- | --------------------------------------------------------- | ---------- | ---------- | ---------- | ---------- | --------- | --------- | --------- | --------- | --------- | --------- | --------- | --------- | ---------- | ---------- | ---------- | ---------- | ---------- | ---------- |
|                      | PVDA                                                      | 0,57       | 0          | 1,22       | 0          | 1,16      | 0         | 0,59      | 0         | -         |           | -         |           | -          |            | -          |            | 2,0        | 0          |
|                      | SP1/ sp.a-spirit2/ sp.a3/ sp.a-L.Burgemeester4/ Vooruit5  | 15,831     | 4          | 26,891     | 9          | 32,91     | 11        | 22,911    | 9         | 27,821    | 10        | 31,582    | 12        | 26,283     | 10         | 23,84      | 9          | 13,75      | 5          |
|                      | Agalev1/ Groen2                                           | -          |            | -          |            | -         |           | 4,41      | 0         | -         |           | -         |           | 3,862      | 0          | 6,72       | 2          | 3,32       | 0          |
|                      | CVP1/ CD&V2                                               | 40,131     | 14         | 29,781     | 10         | 45,071    | 15        | 32,921    | 13        | 32,061    | 12        | 31,922    | 12        | 24,732     | 10         | 24,32      | 9          | 34,42      | 14         |
|                      | PVV1/ VLD2/ VLD-Vivant3/ Open Vld4/ VOLUIT5/ Team Voluit6 | 15,251     | 4          | 15,311     | 3          | 12,711    | 3         | 15,02     | 5         | 14,712    | 4         | 9,873     | 3         | 6,624      | 1          | 16,35      | 6          | 6,96       | 2          |
|                      | VU1/ N-VA2                                                | 12,011     | 3          | 13,841     | 4          | 8,171     | 2         | -         |           | -         |           | 2,382     | 0         | 26,272     | 10         | 17,12      | 6          | 23,32      | 9          |
|                      | Vlaams Blok1/ Vlaams Belang2/ VBLD3                       | -          |            | -          |            | -         |           | 13,871    | 5         | 20,651    | 7         | 24,262    | 8         | 12,243     | 4          | 9,62       | 3          | 14,12      | 5          |
|                      | BVO                                                       | -          |            | -          |            | -         |           | 5,79      | 1         | -         |           | -         |           | -          |            | -          |            | -          |            |
|                      | KA-Lijst                                                  | 15,66      | 4          | 12,96      | 4          | -         |           | -         |           | -         |           | -         |           | -          |            | -          |            | -          |            |
|                      | Anderen (*)                                               | 0,26       | 0          | -          |            | -         |           | 4,52      | 0         | 4,77      | 0         | -         |           | -          |            | 2,4        | 0          | 2,3        | 0          |
| Totaal stemmen       | Totaal stemmen                                            | 18786      | 18786      | 20825      | 20825      | 22485     | 22485     | 23871     | 23871     | 26425     | 26425     | 29389     | 29389     | 30102      | 30102      | 31706      | 31706      | 21405      | 21405      |
| Opkomst %            | Opkomst %                                                 |            |            |            |            | 97,11     | 97,11     | 95,56     | 95,56     | 94,26     | 94,26     | 94,77     | 94,77     | 91,22      | 91,22      | 91,9       | 91,9       | 60,0       | 60,0       |
| Blanco en ongeldig % | Blanco en ongeldig %                                      | 4,21       | 4,21       | 5,9        | 5,9        | 5,23      | 5,23      | 5,19      | 5,19      | 4,96      | 4,96      | 5,11      | 5,11      | 3,89       | 3,89       | 4,1        | 4,1        | 0,5        | 0,5        |

De rode cijfers naast de gegevens duiden aan onder welke naam de partijen telkens bij een verkiezing opkwamen, rode letters duiden de kartels aan.

De zetels van de gevormde meerderheid staan vetjes afgedrukt. De grootste partij is in kleur.

(*) 1976: VCD Jef / 1994: NIEUW / 2000: VVD / 2018: Be.One / 2024: Graag! (1,3%), Interactief Beringen (1,0%)

## Bezienswaardigheden

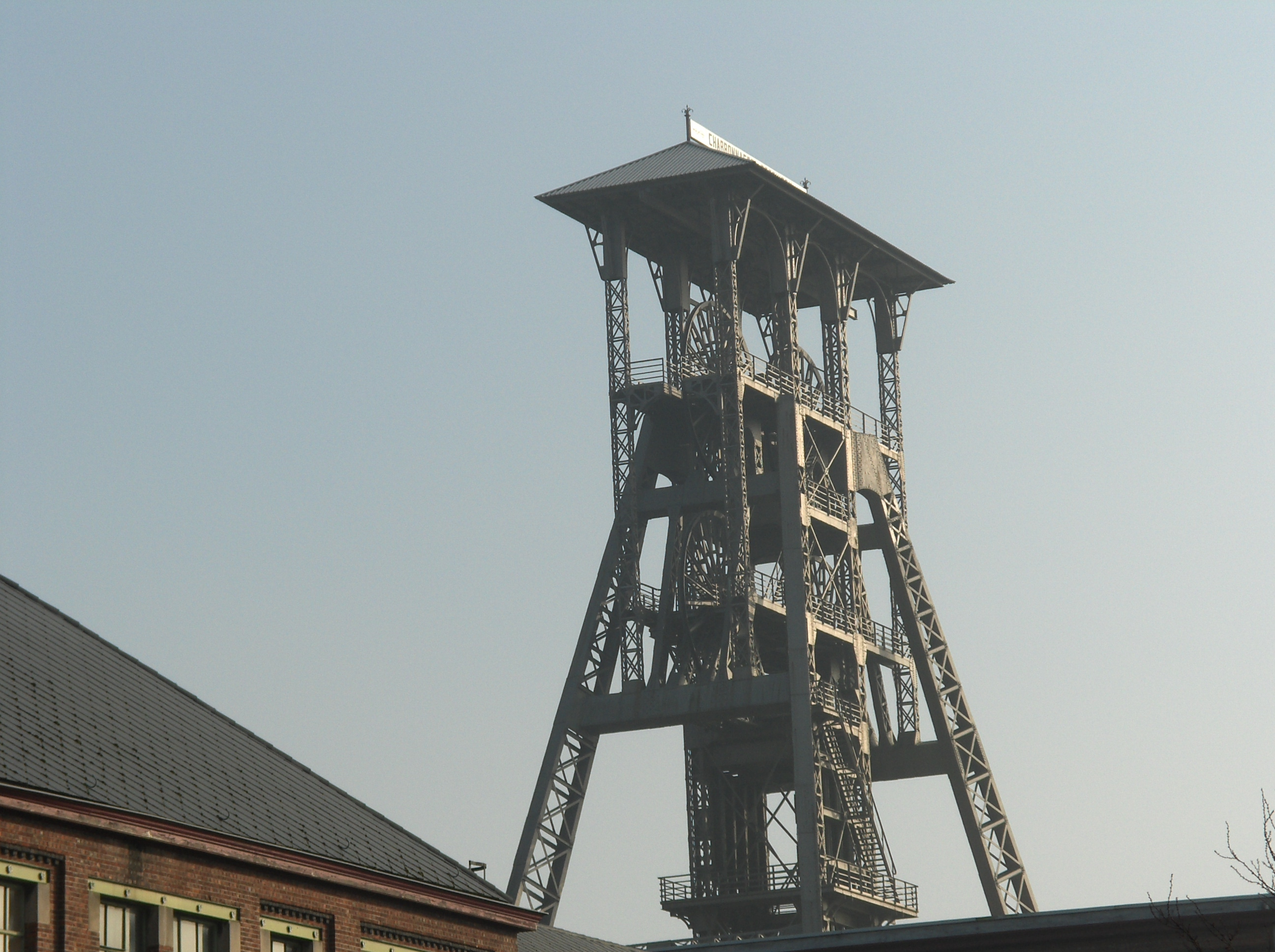
Beringen-Mijn

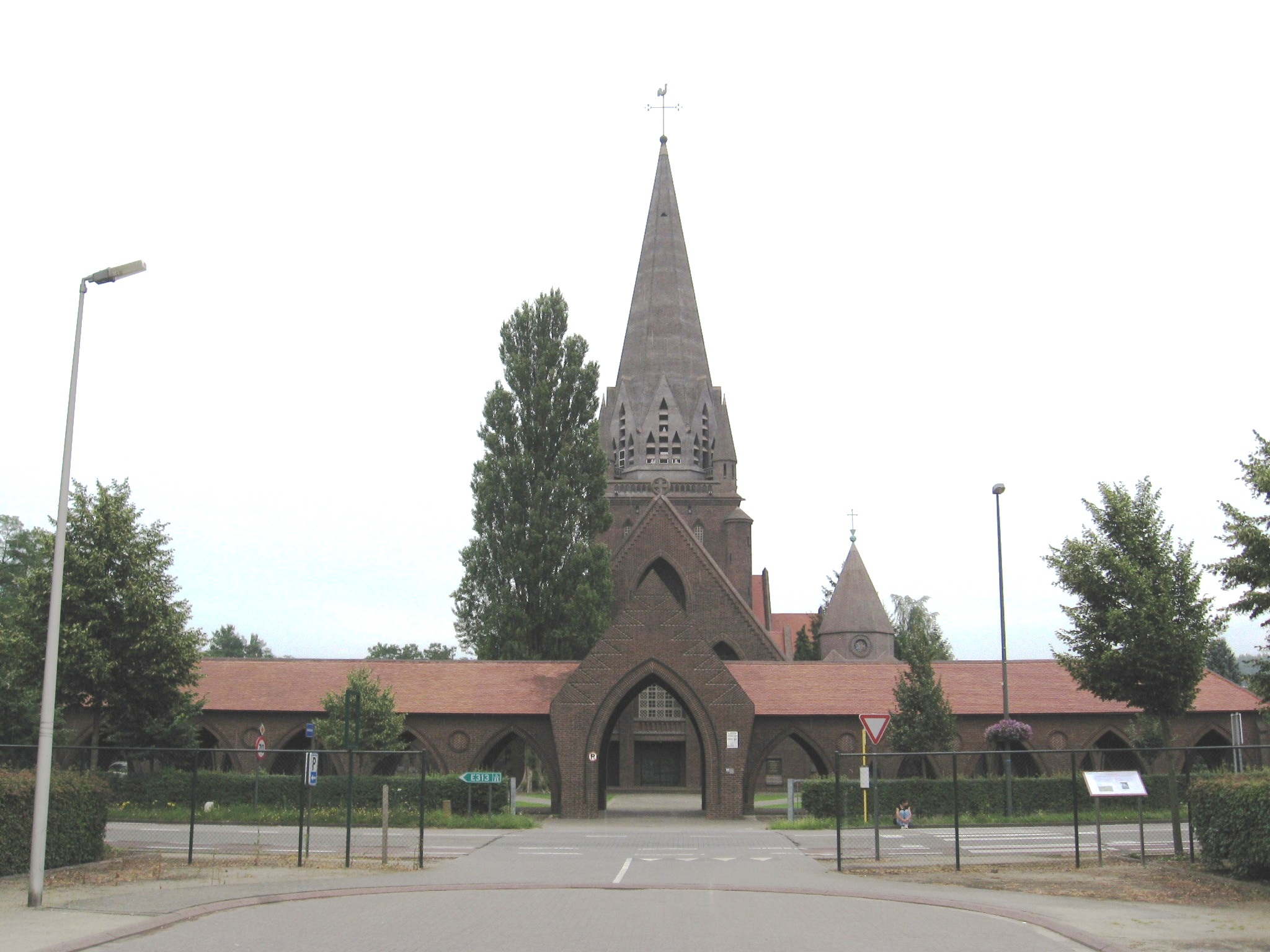
De mijnkathedraal Sint-Theodardus met bogengalerijen voor de ingang van de kerk

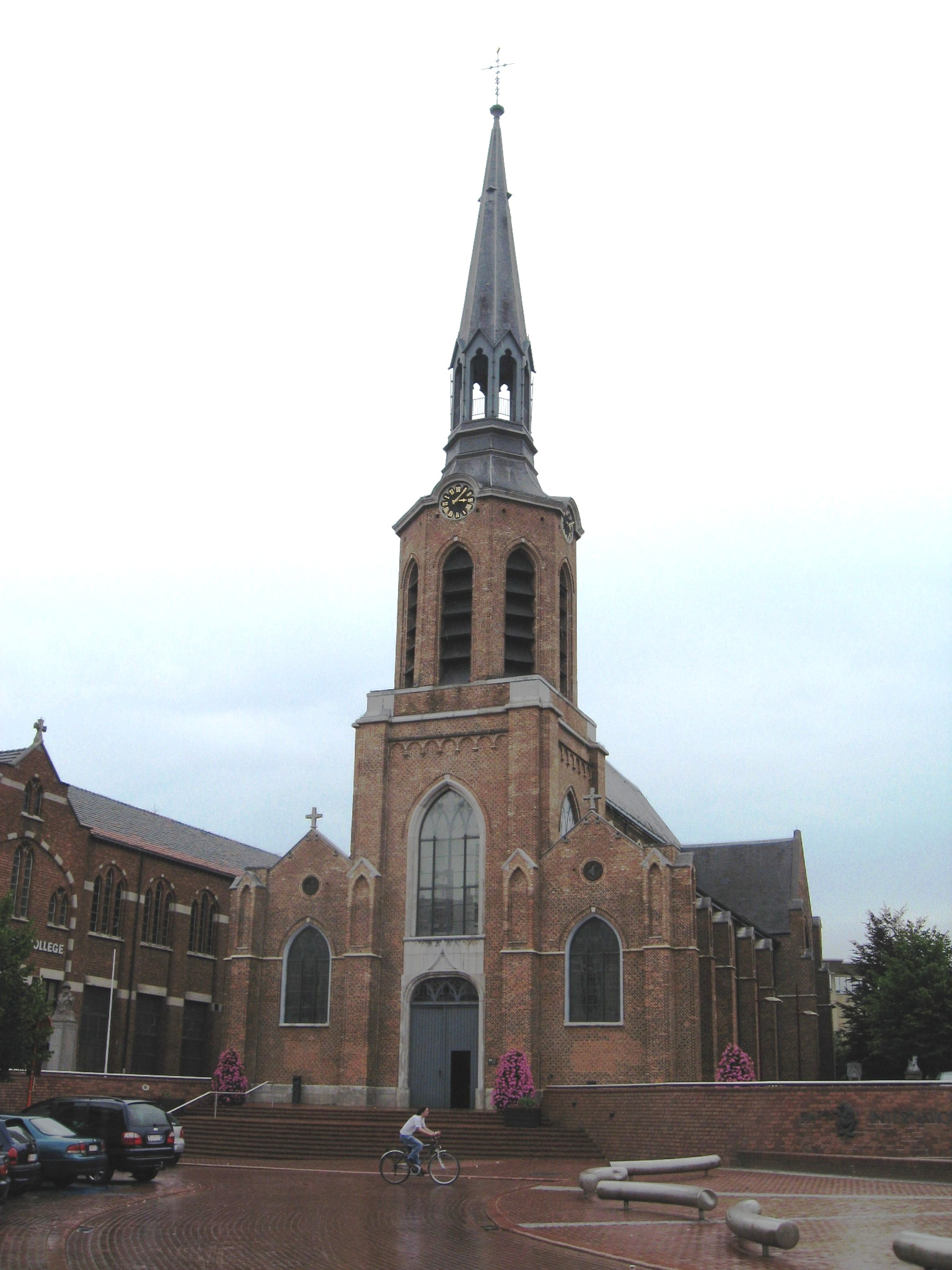
De Sint-Pietersbandenkerk te Beringen-Centrum, naast het College

### Beringen
- Het Marktplein, een driehoekig plein waar de verschillende invalswegen op uitkwamen, en waar nog enkele herbergen uit de 17e en 18e eeuw te vinden zijn, die echter sterk verbouwd zijn.
- De laatgotische dekenale Sint-Pietersbandenkerk te Beringen-Centrum waarvan de oudste delen dateren uit 1654 en opgetrokken zijn in Demergotiek met Diestse ijzerzandsteen. In 1839 stortte de toren in en beschadigde de kerk. Deze werd samen met de toren heropgebouwd in neogotische stijl. In 1949 werd het laatgotische deel van de kerk beschermd en in 1993 het neogotische deel.
- De Brulmolen op de Zwarte Beek, aan de Brulmolenstraat 2.
- De Commelomolen of Heilige Geestmolen op de Zwarte Beek, aan de Beekstraat 50.

### Beringen-Mijn

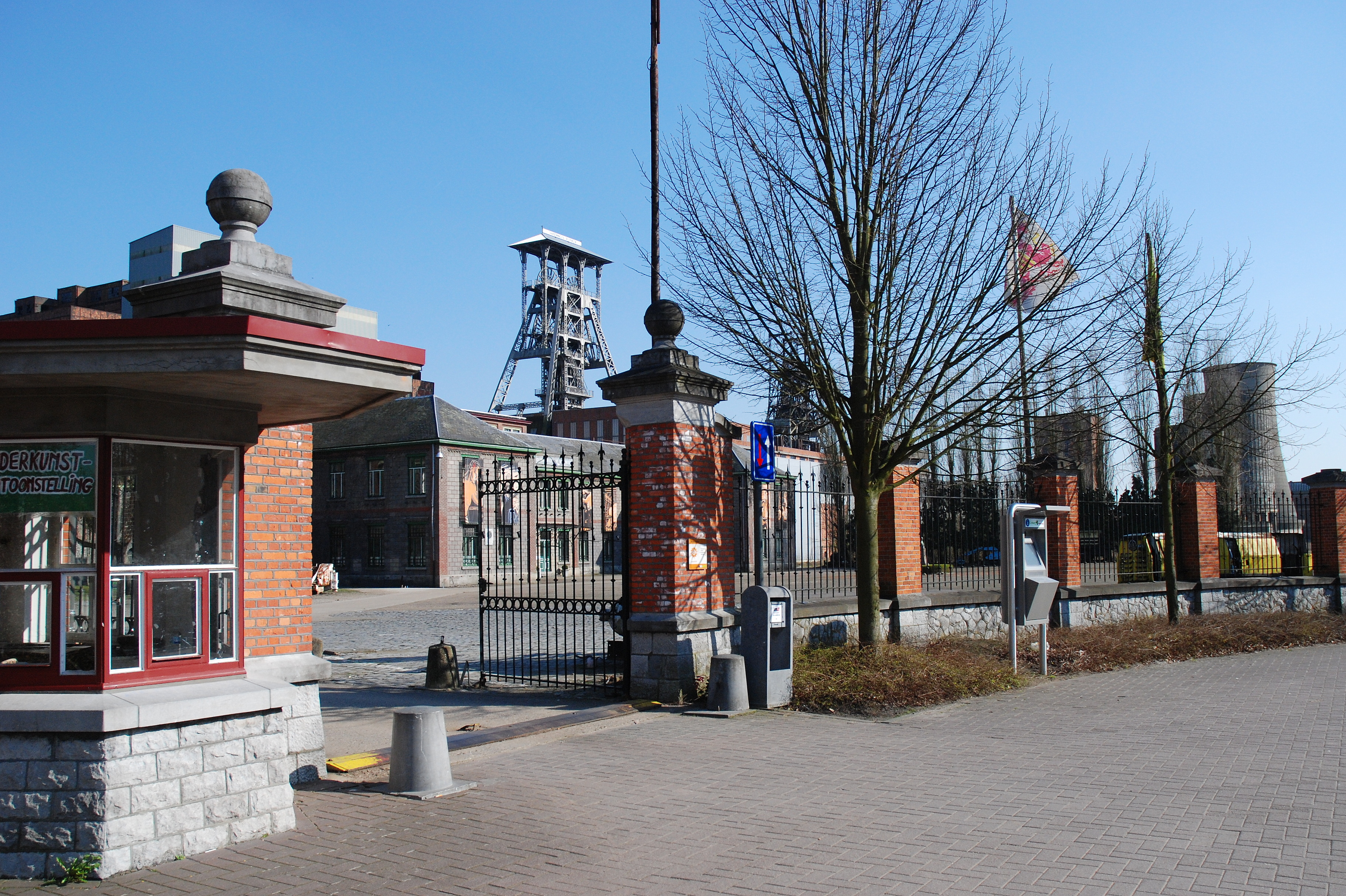
Steenkoolmijn

- Steenkoolmijn van Beringen, De mijnsite werd gerenoveerd en omgevormd tot de toeristische bestemming be-MINE.
- De mijncité "Beringen-Mijn" is voor het grootste deel gelegen in Koersel. Rondom de mijn ontstond een volledig dorp met woonwijken, winkels, sportvelden, een cultureel centrum en een wandelpark.
- Het Park van de Directeur. In 1912 werd voor de toenmalige mijndirecteur een villa ("kasteeltje") ontworpen. Dit "kasteeltje" stond te midden Franse en Engelse tuinen, op een oppervlakte van 5 ha. Begin 2000 gebeurde er een grondige facelift: het park werd gerenoveerd en opnieuw aangeplant waarna het werd opengesteld voor het publiek.
- De Sint-Theodarduskerk te Beringen-Mijn, de zogenaamde "mijnkathedraal" ligt ook op het grondgebied van Beverlo. De kerk is tussen 1939 en 1943 opgetrokken in neobyzantijnse stijl. De donkere galerijen voor de ingang staan symbool voor de ondergrondse mijninfrastructuur.
- De Fatih-moskee in Beringen-Mijn is een van de grootste moskeeën in België.

### Koersel

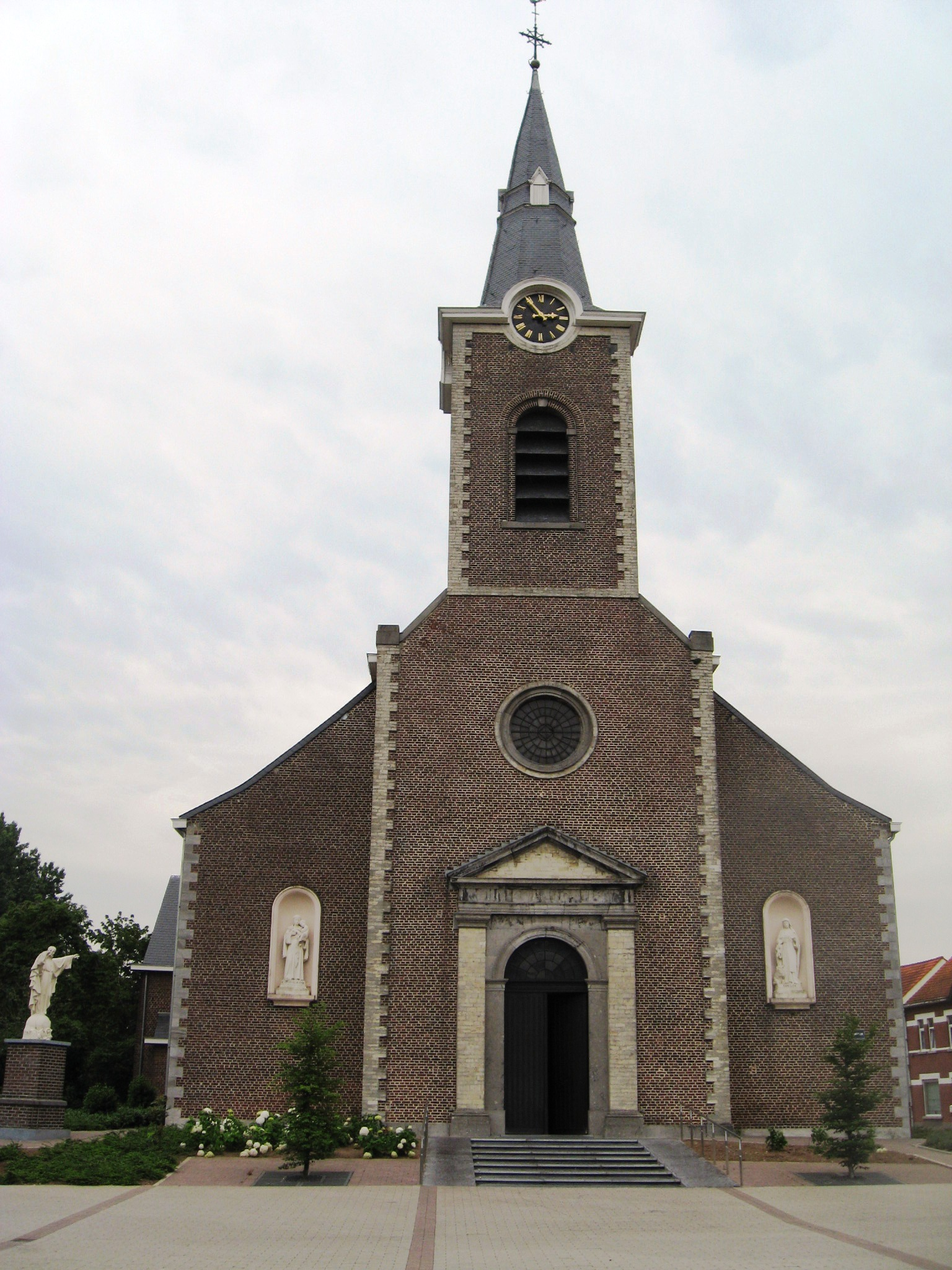
De Sint-Brigidakerk van Koersel-Centrum

- De Sint-Brigidakerk is een neoclassicistisch bouwwerk uit 1850. Het centrum van Koersel werd begin 2006 vernieuwd waarbij ook het kerkplein verfraaid werd. In 2006 werd in Koersel een eeuwenoud beeldje gevonden dat nu in de kerk staat.
- De pastorie, aan Pastorijstraat 49, werd gebouwd in 1655, doch sterk gewijzigd van 1865-1876, waarbij de voorgevel in neoclassicistische trant verbouwd werd.
- Neoclassicistisch voormalig gemeentehuis, uit 1856.
- Kasteel Quanonne kreeg in 1850 haar huidige gestalte.
- Recreatieoord 't Fonteintje met een kapel Onze-Lieve-Vrouw aan de Staak uit 1833, die vergroot werd in 1839, en een klein processiepark met een fontein van bronwater. In dit bosrijke gebied staat de uitkijktoren vanwaar men een uitzicht over de hele streek heeft.
- De Stalse Molen, een watermolen op de Zwarte Beek.
- Het kerkdorp Stal ligt ten noordwesten van het centrum.

### Beverlo

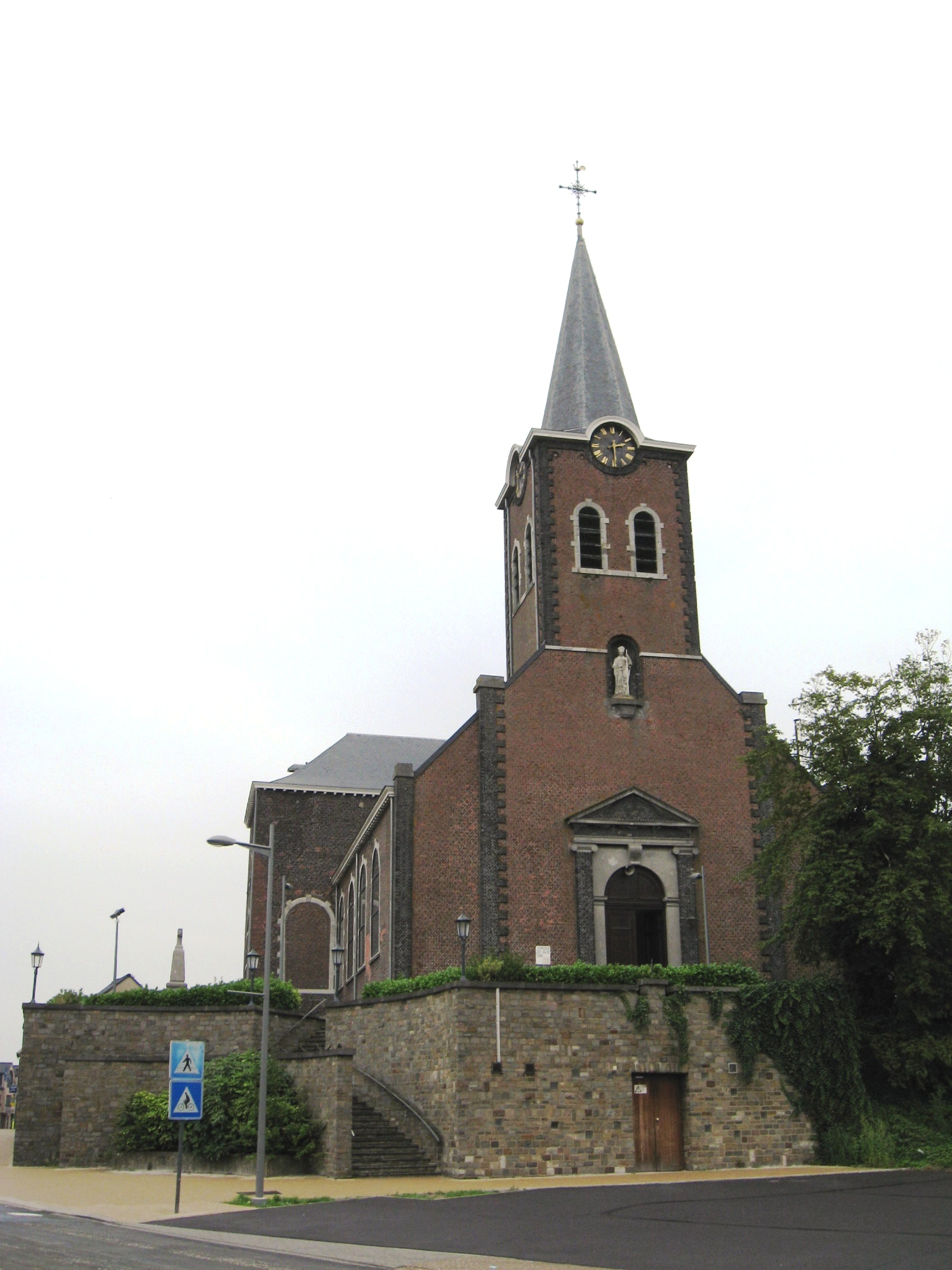
De Sint-Lambertuskerk in Beverlo

- De Sint-Lambertuskerk, een classicistisch bouwwerk uit 1788.
- Barometermuseum, aan de Genebroekstraat.
- Motor van een Lancaster-bommenwerper, neergehaald in 1944 en uitgegraven in 2002. Tegenwoordig tentoongesteld in buurthuis De Kardijk.
- De Heilig-Hartkerk in het gehucht Korspel

### Paal
- De Sint-Jan-de-Doperkerk is een neoromaanse basiliek uit 1862.
- De Gestelse Molen is een watermolen op de Zwarte Beek, ten zuidoosten van het dorp.
- De kerk van Onze-Lieve-Vrouw Onbevlekt Ontvangen in het gehucht Tervant.
- Enkele, meestendeels sterk verbouwde, langgevelboerderijen, waaronder één aan de Sint-Jansstraat, die tegenwoordig een herberg is.
- Het voormalige gemeentehuis De Quebedo, aan Beverlosesteenweg 1, is een neoclassicistisch huis uit omstreeks 1880, gelegen in een parkje.
- De fietswindtunnel en klimaatkamer van Bike Valley waar topatleten gemeten worden is een van de attracties, gelegen aan de Tervantstraat.

## Natuur en landschap
- Het gebied van de gemeente wordt van noordoost naar zuidwest doorsneden door de Zwarte Beek. Grote delen van de vallei van deze beek zijn nu een natuurreservaat (Vallei van de Zwarte Beek).
- Parallel aan de Zwarte Beek, maar noordelijker, ter hoogte van Beverlo, lopen de Kleine Beek en de Grote Beek. Delen van de vallei van deze beek zijn natuurgebied. De Kleine Beek, die parallel aan de Grote Beek in zuidwestelijke richting stroomt, vormt samen met de Grote Beek en de Middelbeek een vallei. Onder de naam Vallei van de Drie Beken is hier in 2000 een Vlaams Natuurreservaat gesticht, dat gebieden verbindt van de Paalse Plas tot in de omgeving van Diest.
- Ten westen van de plaats Beringen vindt men het Albertkanaal, waarlangs veel industriële bedrijvigheid is gevestigd.
- Door de activiteiten van de Steenkoolmijn van Beringen is een gebied ontstaan dat ook van natuurhistorisch oogpunt interessant is. De mijnterril Beringen is zelfs een natuurreservaat.
- Natuur- en recreatiegebied "Koersel Kapelleke", ofwel 't Fonteintje. Dit ligt in Koersel en is een bos- en heidegebied met een uitkijktoren en verschillende terrasjes. Het domein ligt langs het fietsroutenetwerk. Er is een gratis speeltuin voor kinderen tot 12 jaar. Er zijn ook gemarkeerde wandelingen door het bos uitgestippeld. In dit gebied ligt Bezoekerscentrum "de Watersnip". Er is ook een bron die uitkomt aan de kapel zelf die centraal ligt. Een deel van het gebied is echter militair domein en niet toegankelijk, maar er kruisen meerdere verharde fietspaden door dit terrein naar Heusden Zolder, Hechtel en Stal.
- Het domein De Paalse Plas is een door zandwinning ontstane recreatieplas van 40 ha, waar men kan zeilen, surfen en andere watersporten kan beoefenen. Men kan rond de Plas wandelen, fietsen, en andere sporten beoefenen. Hier is ook een fietsinrijpunt met kiosk gelegen van Toerisme Limburg.
- Er zijn een aantal fiets- en wandelroutes uitgestippeld doorheen de gemeente, met als belangrijkste vertrekpunt het golfterrein in Paal.

## Cultuur

### Wapenschild
Naast het bezit van de stadsrechten heeft Beringen al sinds lange tijd een eigen wapenschild. De tien horizontale dwarsbalken in de kleuren 'goud en keel' duiden op de afhankelijkheid van het graafschap Loon. De geringde rechtopstaande bruine beer op een zilveren achtergrond is eigenlijk het wapenschild van de stad. De geringde beer werd reeds voor 1362 verheven tot officieel wapen van de stad Beringen.

### Dialecten
De dialecten gesproken in Beringen behoren allen tot het West-Limburgs doch niet tot dezelfde onderverdeling. Beringen, Beverlo, Korspel, Paal en Tervant (en buiten Beringen Heppen en Eversel) behoren tot de onderverdeling "Beringerlands" binnen het West-Limburgs. Koersel en Stal behoren tot de onderverdeling "Demerkempens" (met o.a. Heusden, Lummen, Hechtel,...) binnen het West-Limburgs. Voor de Uerdingerlijn, de oppositie "ich, mich, och/oech, ooch" vs. "ik, mij/mae, u, ok" (varianten) is de ligging van de Beringerlandse dialecten (en van alle dialecten die oostelijker en zuidelijker liggen) duidelijk aan de Limburgse kant. Voor de Getelijn en de betoningslijn liggen Koersel en Stal aan de Limburgse kant maar de rest van Beringen doet te pas en te onpas mee met Limburg of met Brabant en dit in verschillende verhoudingen per plaats. Koersel en Stal liggen duidelijk aan de Limburgse kant van zowel de Uerdinger-, Gete- als betoningslijn. Beringen, Beverlo, Korspel, Paal en Tervant (en ook buiten Beringen, Heppen en Eversel) liggen duidelijk aan de Limburgse kant van de Uerdingerlijn, maar doen voor de Getelijn te pas en te onpas in wisselende verhoudingen per plaats mee met Limburg of met Brabant. Wat de betoningslijn betreft (oppositie stoottoon-sleeptoon) dient gezegd te worden dat hoewel dit verschijnsel niet meer systematisch voorkomt in de Beringerlandse dialecten, er wel duidelijk sporen zijn die erop wijzen dat dit ooit wel het geval was (dit is ook zo voor een groot deel van het Getelandse dialectgebied).

### Evenementen
Beringen telt een aantal muzikale evenementen zoals Paal Op Stelten met drie dagen muziek van bekende muzikanten in het centrum van Paal.
Ook vinden er enkele tentfuiven van jeugdverenigingen plaats zoals Mystery Party, Stal Davert, Groes Party en Powell Party. Jaarlijks organiseert Jeugdhuis Club 9 samen met de dorpscinema TheRoxyTheatre uit Koersel het filmfestival Drive-In Movie. Ten slotte zijn er de Midzomerdagen, de Halfoogstfeesten, de Mijnhappening, Summer Evening, Koersel Kerst en kleine kermissen in de woonkernen.

### Media
Beringen heeft een lokale radiozender, Radio Benelux die over het gehele grondgebied te beluisteren valt.

## Mobiliteit

### Bus
In Beverlo en Beringen-Centrum liggen de spoorweghalte Beringen en spoorweghalte Beverlo en is er een stelplaats van De Lijn In Beverlo. in Beringen-Centrum ligt een busstation waar alle lijnen samenkomen. Volgende buslijnen rijden door Beringen:
- 22: Hasselt - Beringen
- 23: Hasselt - Beringen
- 7: Diest - Paal - Beringen
- 58: Beringen - Lommel
- 52: Hasselt - Beringen
- 30: Sint-Truiden - Herk-De-Stad - Lummen - Beringen
- 32: Beringen - Beverlo - Paal - Tessenderlo
- 90: Donk - Herk-De-Stad - Lummen - Beringen
- 170: Beringen - Korspel - Mol
- 179: Brussel - Leuven - Beringen - Leopoldsburg - Hamont
- Verder rijden er nog de belbussen 718 & 719.

De snelbus naar en van Brussel (lijn 179) stopt alleen in Paal(Zwanenbergstraat of Paal-Dorp) en Beringen (Kasteletsingel of Busstation Perron 1).

### Trein
Aanvankelijk waren er drie stations in Beringen. Twee voor passagiers Station Beringen en Station Beverlo en een voor passagiers en goederen station Beringen-Mijn. Deze stations liggen allemaal langs spoorlijn 15 Antwerpen-Hasselt. Dat van Beringen-Mijn was eveneens het eindpunt van spoorlijn 17 die Diest verbond met Beringen-Mijn. Het station in Beringen-Centrum werd gesloten in 1984. Dat van Beringen-Mijn werd gesloten voor passagiers in 1986 en voor goederen in 1992.
Voor de provincie Limburg is het Spartacusplan ontwikkeld om de mobiliteit te verbreden. Dat plan voorziet de bouw van een tweede nieuw spoorwegstation in Beringen, op de plaats waar het vroegere station bij Beringen-Centrum gelegen was. Het station in Beverlo wordt volgens de plannen behouden.
Beringen wordt een belangrijk knooppunt in dit netwerk. De stad wordt samen met Hasselt, Neerpelt en Tongeren een van de vier belangrijke overstappunten voor trein en bus. De Lijn voorziet dat aan het nieuwe te bouwen station negen verschillende buslijnen langskomen.

### Wegen
Belangrijke hoofdwegen:
- N29 Beringen - Charleroi (via Afrit 26 Paal - Diest - Tienen - Geldenaken)
- N72 Beringen - Zonhoven (Kasteletsingel, Kasteletsingel-Zuid en Koolmijnlaan)
- N717 Beringen - Lummen - Herk-de-Stad
- Tessenderlosesteenweg: Paal - Tessenderlo
- Beverlosesteenweg: Paal - Ravenshout - Beverlo
- Industrieweg: Verbinding N29 met industriegebied Ravenshout in Paal
- N772

In Beringen is er een afrit van de E313 autosnelweg, namelijk afrit 26 Beringen in deelgemeente Paal. Beringen kan ook bereikt worden via afrit 25a Tessenderlo en langs de E314 via afrit 28 Zolder en via afrit 26 Lummen.
Er is al jaren discussie over het verlengen van de N73 tot aan de E313 in Ham. De weg loopt nu van Kinrooi tot in Heppen en zou verder moeten verlengd worden tot aan afrit 25a van de E313. De gemeente Ham en de stad Beringen zijn hier al lang vragende partij voor. Ham om het verkeer uit het centrum te houden en Beringen om de zéér drukke Paalsesteenweg (N29 Beringen-Diest-Charleroi via E313 afrit 26Beringen) te ontlasten van de dagelijkse lange files tussen Paal en Beringen. Er werd al meerdere keren een negatief rapport afgeleverd door milieuorganisaties.

## Economie

### Het mijnverleden
De stad Beringen is onlosmakelijk verbonden met haar mijnverleden en het Kempens steenkoolbekken. De voormalige steenkoolmijn van Beringen behoorde tot de N.V. Kempense Steenkoolmijnen. De site die op het grondgebied van Koersel staat wordt beschouwd als de toeristische en culturele toegangspoort tot de mijnstreek. Dit door het waardevolle mijnerfgoed dat nergens anders in Limburg zo compact en tegelijk zo uitgebreid bewaard gebleven is. De mijnsite in Koersel is de grootste site die nog in zo'n goede staat is in heel Europa. Het geheel van mijngebouwen, de mijncité en de mijnterrils vormt vandaag de grootste industrieel-archeologische site in Vlaanderen. Daarom dat ook het Vlaams Mijnmuseum hier is gevestigd. Het stadsbestuur ijverde ervoor om de site te laten uitgroeien tot een Vlaams cultuurtoeristisch attractiepunt onder de noemer be-MINE.
Medio juli 2007 werd de mijnsite als Belgisch ankerpunt gekozen door het ERIH (European Route of Industrial Heritage) of de "Europese route van het industrieel erfgoed" die de belangwekkendste standplaatsen van het Europese industrieel erfgoed verzamelt. De mijnsite heeft het kwaliteitslabel volgens het ERIH te danken aan "de sterkte en het uniek karakter van de site en de overweldigende authenticiteit van haar gebouwencomplex". Hierdoor ontstonden nieuwe mogelijkheden voor opwaardering en zorg voor het volledige mijnerfgoed.

### Economische groeipool
De gemeente telt twee industrieterreinen (Ravenshout, Beringen-Zuid) en vier ambachtelijke zones (Ravenshout KMO, Beringen-Noord, Beverlo en de Mijnterreinen). Na de mijnsluiting kwamen in Beringen tal van nieuwe sectoren tot ontwikkeling, zoals de chemie en de kunststoffensector, metaalbewerking en industriële drukkerijen. Opmerkelijk is ook de evolutie in de dienstensector. Transport en distributie, communicatie en diensten aan bedrijven zijn nieuwe sectoren die in Beringen de jongste jaren tot ontwikkeling kwamen. In de gemeente is een diversiteit aan bedrijven gevestigd, zowel uit de profit als non profit sector, zowel grote multinationale als kleine en middelgrote bedrijven. Het bedrijventerrein Ravenshout ligt volledig op het grondgebied van de deelgemeente Paal en loopt nog verder in Tessenderlo en een klein gedeelte van Ham. Het is het 2e grootste industrieterrein van Limburg en een zogenaamd industrieterrein van nationaal belang. De groei is mogelijk door haar ligging langs het Albertkanaal, de E313 autosnelweg en dicht bij de E314. Het industrieterrein is bereikbaar langs afrit 25a Tessenderlo en afrit 26 Paal-Beringen.
Daarnaast maakt Beringen deel uit van het Economisch Netwerk Albertkanaal.

### Winkelen
Beringen telt vijf verschillende handelskernen. Beringen centrum telt de meeste winkels, gevolgd door Beringen-Mijn, waar het aanbod vooral multicultureel is. Ook Paal, Koersel en Beverlo hebben een lokaal aanbod aan winkels. Op de voormalige mijnsite ligt het retailpark Be-Mine Boulevard met twaalf grootschalige ketenwinkels. Ook aan de afrit van de autosnelweg ligt een klein retailpark met Vatana als grootste trekker.
Wekelijkse markten:
- Beringen-Centrum: woensdagvoormiddag
- Beverlo: vrijdagvoormiddag
- Paal: zondagvoormiddag

## Onderwijs

### Basisonderwijs en secundair onderwijs
In Beringen zijn ongeveer 26 basis en secundaire scholen.
Er zijn een negental vrije lagere scholen (met verschillende vestigingen), twee stedelijke basisscholen, drie scholen van de Vlaamse Gemeenschap. Ook is er een Freinetschool met zijn aparte onderwijsmethode.
De vrije basisscholen zijn gegroepeerd in scholengemeenschap Pit, deze worden bestuurd door schoolbestuur KOBeL vzw (Katholiek Onderwijs Beringen en Lummen vzw)
In het secundair onderwijs zijn er twee middenscholen (1e en 2e jaar) van het Spectrumcollege in Paal en Beringen-Centrum. Daar worden al de richtingen in de A-stroom en de B-stroom aangeboden. Na die twee jaar kan men verder studeren in het Spectrumcollege Campus Beringen Bovenbouw. Op een moderne, groene campus net buiten het stadscentrum zijn 3 oude scholen samengesmolten: het Sint-Jozefscollege, het Sint-Lutgartinstituut en het Vrij Technisch Instituut (VTI). Men kan hier veel studierichtingen vinden in zowel de doorstroom-, de arbeids- en de dubbele finaliteit.
De vrije secundaire scholen zijn gegroepeerd in scholengemeenschap Spectrumcollege, deze worden bestuurd door schoolbestuur KOBeL vzw (Katholiek Onderwijs Beringen en Lummen vzw)

### Buitengewoon onderwijs
In Beringen zijn er twee scholen voor het buitengewoon onderwijs. De Brug Beringen verzorgt het buitengewoon lager onderwijs (BLO) en VIBO Sint-Barbara geeft buitengewoon secundair onderwijs (BuSO). Beiden vallen onder het schoolbestuur KOBeL vzw (Katholiek Onderwijs Beringen en Lummen vzw)

### Overige onderwijsinstellingen
In Beringen is er een Stedelijke Academie voor Muziek, Woord en Dans. Deze biedt lessen aan voor heel de stad Beringen, Houthalen-Helchteren, Heusden-Zolder, Leopoldsburg en Lummen.
Daarnaast is er eveneens een Academie voor Beeldende Kunsten.
Voor de volwassenen is er een Centrum voor volwassenenonderwijs (CVO) dat ingericht wordt door het LBC-NVK en een opleidingscentrum van de VDAB. Deze bieden ook lessen aan in de omringende gemeenten.
Sinds september 2006 is de stad Beringen samen met ander partners, gestart met twee ondersteunende projecten.
- Een huistaakbegeleidingsproject i.s.m. met de scholen
- Opvoedingsondersteunende projecten samen met ouders

Verder zijn er nog talrijke andere instanties voor onderwijs en cultuur.

## Justitie
Beringen is tevens een gerechtelijk kanton in het arrondissement Hasselt. Het kanton beschikt dus over een vredegerecht.
Hier is eveneens de politierechtbank van Beringen, die valt onder de bevoegdheid van de rechtbank van Hasselt, gevestigd. Deze is een van de zes politierechtbanken van Limburg. De kantons Beringen en Lommel-Neerpelt vallen onder de bevoegdheid van de Beringse politierechtbank.

## Sport
- Millennium Golf is een van de weinige golfterreinen in Limburg. Het is gelegen te Paal aan de Paalse Plas.

## Bekende personen
In Beringen werden een aantal beroemde personen geboren. Zo was Ludovicus Sanctus (1304-1361), alias Lodewijk Heyligen, magister musicae aan het pauselijk hof te Avignon en sloot er een hechte vriendschap met Petrarca.
Hendrik van Caelen (1582-1653), beter bekend als onder zijn geleerde naam Calenus, was censor van het aartsbisdom Mechelen. In deze functie verleende hij de kerkelijke goedkeuring aan het boek: Augustinus, sive doctrina Sti. Augustini van de Ieperse bisschop Cornelius Jansenius. Dit boek vormde de grondslag van het jansenisme, dat later door de kerkelijke autoriteiten bestreden zou worden.
Kanunnik Willem Pelsers richtte rond 1700 het Gemeentecollege van Beringen op. Als primus aan de Katholieke Universiteit Leuven was hij "ad maiora natus" ('voor hogere dingen geboren'). Hij werd officiaal van de aartsbisschop van Kamerijk, Fénelon, wiens pedagogische belangstelling en ijver hij deelde.
Beringen is ook de geboorteplaats van August Cuppens, bekend priester-dichter en epigoon van Guido Gezelle.
Andere bekende personen zijn:
- Joannes Opstraet (1651-1720), theoloog
- Etienne Gailly (1922-1971), atleet
- Ed Franck (1941), auteur
- Ronnie Leten (1956), zakenman en bestuurder
- Ingrid Berghmans (1961), judoka
- Marnicq Bervoets (1969), motorcoureur
- Selahattin Koçak (1969), politicus
- Deborah Ostrega (1973), zangeres
- Heidi Lenaerts (1975), radiopresentator
- Hanne Troonbeeckx (1978), actrice en televisiepresentator
- Yasin Karaca (1983), voetballer
- Glenn Claes (1990), zanger
- Dante Vanzeir (1998), voetballer